# Іспано-франко-марокканська війна
Іспа́но-фра́нко-марокка́нська війна, Рифська війна (риф. ⴰⵎⴻⵏⵖⵉ ⵏ ⴰⵔⵉⴼ, латиніз. Amenɣi n Arif, араб. حرب الريف, латиніз. ḥarb ar-rīf, ісп. Guerra del Rif; 1921—1926)  — колоніальна війна Королівства Іспанія і Французької республіки(з травня 1924) проти Рифської республіки, створеної в результаті повстання в Північному Марокко.
Очолювані Абд аль-Крімом, берберські рифські племена спочатку завдали кілька поразок іспанським військам, застосувавши партизанську тактику, з використанням трофейної європейської зброї. 19 вересня 12 берберських племен утворили Рифську республіку, яку очолив Мухаммед ібн Абд аль-Крім аль-Хаттабі. Його армія (до 60 000 осіб) була непогано озброєна і відрізнялася високою маневреністю.
Розвиток конфлікту і його завершення збіглися з правлінням Прімо де Рівери, який взяв на себе командування кампанією з 1924 по 1927 рік. Крім того, в 1925 році в конфлікт втрутилася Франція, яка налагодила співпрацю з Іспанією, що завершилася висадкою десанту в Алусемасі, яка стала переломним моментом війни. До 1926 року ситуація в регіоні була врегульована; того ж року Абд аль-Крім капітулював перед французами, і Іспанія зрештою отримала ефективний контроль над територією протекторату.